# Aspalathus pedunculata
Aspalathus pedunculata är en ärtväxtart som beskrevs av Maarten Willem Houttuyn. Aspalathus pedunculata ingår i släktet Aspalathus och familjen ärtväxter. Inga underarter finns listade i Catalogue of Life.